# Manokotak
Manokotak ist eine Stadt in der Dillingham Census Area in Alaska. Sie liegt im Togiak National Wildlife Refuge am nördlichen Ende der Nushagak-Halbinsel. Nach der Volkszählung 2019 lebten dort 440 Personen.

## Geographie
Manokotak liegt am Igushik River, etwa 40 km südwestlich von Dillingham.

## Geschichte
Manokotak entstand 1946/1947 durch die Zusammenlegung der Dörfer Igushik und Tuklung. Auch sind Leute zugezogen aus Kulukak, Togiak und Aleknagik. 1958–59 wurde ein Schulhaus gebaut und 1960 ein Postamt eröffnet. 1970 erhielt der Ort Stadtrecht.

## Verkehr
Manokotak ist aus der Luft und über das Wasser erreichbar. Der staatliche Flughafen Manokotak Airport (IATA-Code KMO) liegt 1,5 km nördlich der Stadt. Der Igushik River mäandert sehr stark, daher führt seit 1998 eine 10 km lange Straße zu einem Bootslandeplatz am Snake River. Quads und Schneemobile sind die gebräuchlichen lokalen Transportmittel.